# Hanns Hopp

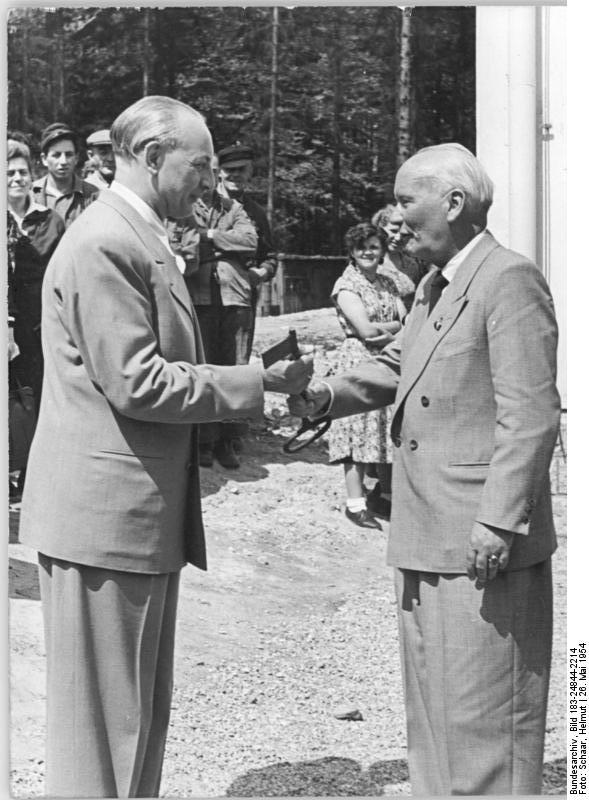
Hanns Hopp von der Deutschen Bauakademie übergibt am 26. Mai 1954 dem Minister für Gesundheitswesen, Luitpold Steidle (links), den Schlüssel zum ersten Bauabschnitt des Tbc-Krankenhauses Bad Berka.

Hanns Hopp (* 9. Februar 1890 in Lübeck; † 21. Februar 1971 in Berlin) war ein deutscher Architekt und Hochschullehrer.

## Leben
Hanns Hopp wurde in Lübeck als Sohn eines Bauunternehmers geboren und besuchte dort das Realgymnasium. Von 1909 bis 1911 studierte Hopp an der Technischen Hochschule Karlsruhe bei Friedrich Ostendorf. Sein Studium beendete er 1913 an der Technischen Hochschule München bei Theodor Fischer, der ihn vor allem in die Formensprache der Moderne einführte. Hopp besuchte in München eine private Malschule. 1913 ging er ans Hochbauamt nach Memel in Ostpreußen, ab 1914 arbeitete er als Architekt im Stadterweiterungsamt in Königsberg. 1920 wurde er Leiter der technischen Abteilung des Messeamts Königsberg (Deutsche Ostmesse). 1926 eröffnete er mit seinem Büropartner Georg Lucas ein eigenes Architekturbüro und wurde einer der führenden Architekten in Königsberg. Sein größter Auftrag war die Planung und Bauleitung des Neubaus für die Ostpreußische Mädchengewerbeschule, der viele Elemente der Neuen Sachlichkeit aufwies. 1926 entwarf er auch Bühnenbilder für das Neue Schauspielhaus. 
Da die öffentlichen Aufträge wegen der Weltwirtschaftskrise ab 1930 immer spärlicher wurden, konzentrierte er sich auf den Bau von Ein- und Zweifamilienhäusern. Das bekannteste Gebäude war das nach der Frauenrechtlerin Olga Friedemann benannte Rentnerinnenheim in Königsberg-Maraunenhof im Jahr 1928. Hier entwickelte er keinen Einheitszimmergrundriss mit Küche und Speisekammer und Balkonzimmer, sondern widmete sich jeder einzelnen Wohnung individuell.
Zu Beginn des Zweiten Weltkriegs wurde Hopp als Soldat eingezogen, 1940 aber für eine Tätigkeit in der Landesplanungsstelle Königsberg unabkömmlich gestellt. Von dort wechselte er 1943 zu einer Betonbauunternehmung und war dort vor allem am Bau von Bunkeranlagen beteiligt. Ende 1944 nutzte er die Dresdner Niederlassung der Bauunternehmung, um sich von Königsberg dorthin abzusetzen, und wurde zum Leiter der Werkkunstschule Dresden ernannt.
1945 entwarf er einen rigorosen Wiederaufbauplan für Dresden, den er ohne Rücksicht auf die zerstörte gewachsene Stadtstruktur mit kühnen Hochhäusern und großen Verkehrsachsen versah. 1946 wurde ihm ein Lehrauftrag an der wiederbelebten Hochschule für Werkkunst in Dresden erteilt. Einige Monate später wurde er Leiter der Kunstschule Burg Giebichenstein in Halle (Saale). Er blieb dort bis 1949 und richtete eine Architekturklasse in der Tradition des Weimarer Bauhauses ein. Von 1946 bis 1947 war er Landesvorsitzender des Kulturbundes zur demokratischen Erneuerung Deutschlands in Sachsen-Anhalt (als Nachfolger von Siegfried Berger). Hopp war von 1948 bis 1949 Mitglied des 2. Volksrats der SBZ.
Durch Hans Scharoun wurde Hopp auch zur Arbeit am Institut für Bauwesen der Berliner Akademie der Wissenschaften berufen. Ab 1950 war er Leiter und ab 1951 Direktor der Abteilung Hochbau am Institut für Hochbau und Städtebau in Berlin und war dort für die Planung der Blöcke E und G der Stalinallee verantwortlich. Daneben erhielt er eine Meisterklasse an der von Hermann Henselmann und Richard Paulick geleiteten Bauakademie der DDR. Er erhielt Bauaufträge für repräsentative öffentliche Neubauten, z. B. das Kulturhaus der Maxhütte und die Deutsche Hochschule für Körperkultur. 1957 wurde Hopp emeritiert.
Von 1952 bis 1966 war Hopp Präsident des Bunds Deutscher Architekten, des späteren Bunds der Architekten der DDR, dann dessen Ehrenpräsident. 1970 wurde er mit der erstmals vergebenen Schinkel-Medaille in Gold geehrt.

## Stilistische Entwicklung
In den frühen 1920er Jahren war der Baustil von Hanns Hopp an der Formensprache des Expressionismus orientiert, um 1930 vom Neuen Bauen beeinflusst. In den 1930er Jahren folgte er in seinen Privatbauten dem Geist der Zeit, der jedoch noch auf einem traditionalistischen Stil der Moderne basiert. Nach dem Zweiten Weltkrieg bemühte er sich um eine Erneuerung der Klassischen Moderne, beteiligte sich dann aber an den staatlichen Aufträgen im neuklassizistischen Stil in der Stalinallee und anderen Großbauten.

## Bauten

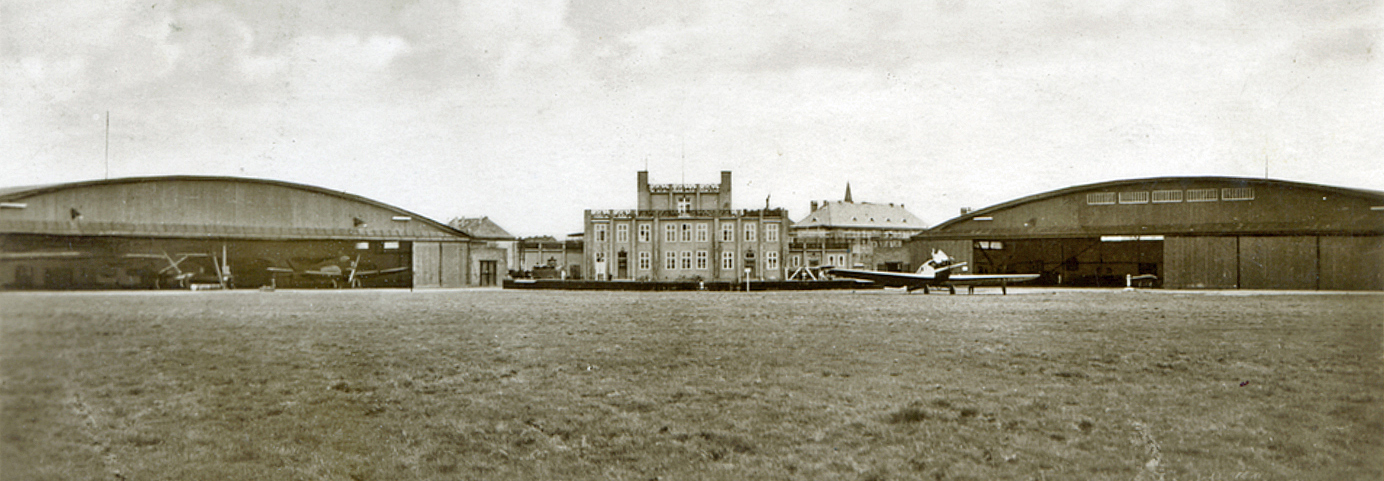
Flugplatz Königsberg-Devau – Silhouette „eines abflugbereiten Vogels“ (1921)

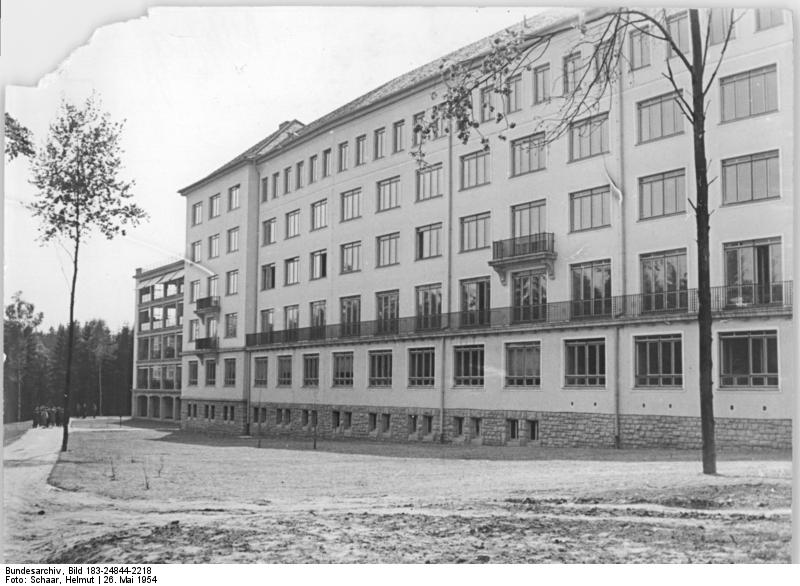
TBC-Heilstätte in Bad Berka (1952)

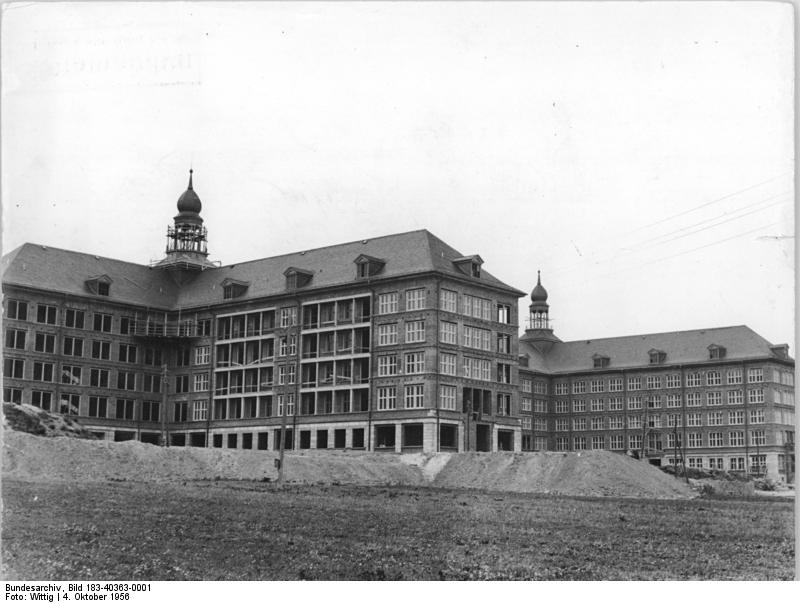
Agricola-Krankenhaus in Saalfeld (1952)

- 1913: Türme der Brücke über den Atmath (Memel)
- 1913: Mehrfamilienwohnhaus in Tilsit
- 1920: Bauten für die Deutsche Ostmesse in Königsberg
- 1921: Flughafen Devau bei Königsberg
- 1922: Brücke über die Alle bei Wehlau
- 1923: Büro- und Geschäftshaus „Handelshof“ in Königsberg
- 1924–1925: Ausstellungsgebäude „Haus der Technik“ und Stadtbank in Königsberg
- 1927: Wassertürme in Pillau und Nikolaiken
- 1928: Kino „Prisma-Lichtspiele“ in Königsberg[2]
- 1928: Rentnerinnenheim in Königsberg-Maraunenhof
- 1928–1929: Ostpreußische Mädchengewerbeschule in Königsberg
- 1929: Wohnhäuser an der Leostraße und der Samitter Allee in Königsberg
- 1929: Ferienhaus an der Ostsee bei Cranz im Samland
- 1930–1931: Parkhotel in Königsberg
- 1932–1933: Neues Funkhaus (Reichssender Königsberg) in Königsberg, Hansaring 21/25 (heute Prospekt Mira 1)
- 1934: Haus Kayma in Königsberg
- vor 1950: Erich-Weinert-Siedlung in Berlin-Niederschönhausen, Beatrice-Zweig-Straße[3]
- 1951–1962: Deutsche Hochschule für Körperkultur in Leipzig
- 1951–1955: Kulturhaus „Johannes R. Becher“ des VEB Maxhütte in Unterwellenborn
- 1951–1955: Blöcke E und G der Stalinallee in Berlin-Friedrichshain
- 1952–1957: TBC-Heilstätte in Bad Berka
- 1952–1961: Agricola-Krankenhaus in Saalfeld